# Municipio de Remsen
El municipio de Remsen (en inglés: Remsen Township) es un municipio ubicado en el condado de Plymouth en el estado estadounidense de Iowa. En el año 2010 tenía una población de 1766 habitantes y una densidad poblacional de 18,73 personas por km².

## Geografía
El municipio de Remsen se encuentra ubicado en las coordenadas 42°46′44″N 95°55′7″O / 42.77889, -95.91861. Según la Oficina del Censo de los Estados Unidos, el municipio tiene una superficie total de 94.28 km², de la cual 94,28 km² corresponden a tierra firme y (0 %) 0 km² es agua.

## Demografía
Según el censo de 2010, había 1766 personas residiendo en el municipio de Remsen. La densidad de población era de 18,73 hab./km². De los 1766 habitantes, el municipio de Remsen estaba compuesto por el 98,19 % blancos, el 0,06 % eran afroamericanos, el 0,45 % eran amerindios, el 0,23 % eran asiáticos, el 0,51 % eran de otras razas y el 0,57 % eran de una mezcla de razas. Del total de la población el 1,81 % eran hispanos o latinos de cualquier raza.